# باشگاه ورزشی المعیذر
باشگاه ورزشی المعیذر یک باشگاه چندکاربردی قطری است. بخش ورزش فوتبال آن لیگ ستارگان قطر بازی می‌کند. مهرداد پولادی و مسلم مجدمی  بازیکن های سابق این تیم هستند.